# 420 (natante)
Il 420 è un natante a vela per due persone dotata di randa, fiocco e spinnaker.

## Descrizione
Perfetta per entrare nel mondo delle barche a vela e cominciare a competere con semi-professionisti. Dotata già di regolazioni tecniche per l'albero (ghinda, strallo, sartie e crocette) e per la forma delle vele (vang, cunningham e tesabase).
L'idea del 420 nacque nel 1958, quando si incontrarono Cristian Maury, architetto e M. Lanaverre, proprietario di un piccolo cantiere. Si sentiva la necessità di sostituire i vecchi «Argonaute» pesanti e di legno con una barca leggera per due persone, trasportabile ed economica. Nel settembre 1959 il modello fu pronto e nel gennaio 1960 si iniziò la produzione. Il primo campionato del mondo si svolse a Palamos nel 1966 con 11 nazioni partecipanti. Oggi, nel mondo, la classe è presente con più di 57.000 esemplari.